# Vernon Adams (créateur de caractères)
Pour l’article homonyme, voir Vernon Adams.
Vernon Adams (né en 1967 et décédé le 24 août 2016) est un créateur de caractères britannique. Il a notamment créé 51 polices de caractères disponibles sur Google Fonts, dont Amatic, Nunito, Oswald ou Pacifico, ainsi que la police Oxygen utilisée dans l’environnement de bureau KDE.